# Imocetus
Imocetus es un género extinto de cetáceo perteneciente a la familia de los zífidos, del cual solo se ha descrito una especie, I. piscatus, que vivió durante el Mioceno inferior o medio en la península ibérica (Portugal y España).
La etimología se deriva de imum que significa "suelo oceánico", y cetus que significa "ballena". Piscatus significa "pescado".